# Mohsen Rezaï
Mohsen Rezaï (également écrit Mohsen Rezaee (en persan : محسن رضائی میرقائد)), né Sabzevar Rezaee Mirgha'ed le 1er septembre 1954 à Masjed Soleiman (Khuzestan), est un homme politique iranien, économiste et ancien commandant militaire, vice-président iranien chargé de l'économie de 2021 à 2023.

## Biographie
Rezaï est commandant en chef des gardiens de la révolution durant la guerre Iran-Irak, et le reste jusqu'en 1997.
En 1997, il est nommé secrétaire du Conseil de discernement de l'intérêt supérieur du régime d'Iran. 
Considéré comme « conservateur » ou principaliste, il est candidat à l'élection présidentielle en 2005, 2009, 2013 et 2021. Lors de cette dernière élection, sa candidature est validée par le conseil des Gardiens le 25 mai 2021. Parmi les sept candidats retenus, il est le seul à avoir exercé une fonction militaire.
En août 2021, il est nommé vice-président chargé de l'Économie par Ebrahim Raïssi dans le cadre du 13e gouvernement de la république islamique d'Iran. Il est remplacé comme secrétaire du Conseil de discernement de l'intérêt supérieur du régime par Mohammad Bagher Zolghadr.